# Aletta van Manen
Pour les articles homonymes, voir Manen.
Aletta van Manen (née le 20 octobre 1958 à Wageningue) est une joueuse de hockey sur gazon néerlandaise, sélectionnée en équipe des Pays-Bas de hockey sur gazon féminin à 87 reprises. 
Elle est sacrée championne olympique en 1984 à Los Angeles et remporte la médaille de bronze aux Jeux olympiques d'été de 1988 à Séoul. Elle est aussi championne du monde en 1983 et 1986 et championne d'Europe en 1987.